# 虢德叔
虢德叔，姬姓，字即，虢幽叔之子，西周时期虢国君主。

## 生平
1974年陕西省扶风县强家村出土的师丞钟，其铭文记载了虢季易父、虢宄公、虢幽叔、虢德叔、师丞五代虢国君主的世系。据《即簋》铭文记载，虢德叔担任管理周天子王宫的近臣，可以手持雉尾或旄牛制成的饰物进行指挥。吴镇烽和雒忠如都认为虢德叔主要活跃于周共王时期，李学勤认为虢德叔主要活跃于周孝王和周夷王时期。虢德叔死后，其子虢公师丞继位。